# Anton Ondruš
Anton Ondruš, född 27 mars 1950 i Solčany, är en slovakisk före detta fotbollsspelare.

## Karriär
Ondruš startade sin karriär i Slovan Bratislava där han vann den tjeckoslovakiska ligan två gånger. Han har även spelat i bland annat Club Brugge.
Anton Ondruš gjorde 58 landskamper och 9 mål för Tjeckoslovakiens landslag. I EM 1976 var han lagkapten när Tjeckoslovakien vann i finalen mot Västtyskland. I semifinalen mot Nederländerna spelade Ondruš en av huvudrollerna när han först gav Tjeckoslovakien ledningen efter 19 minuter, och senare även gjorde ett självmål som betydde förlängning. Väl där kunde Tjekoslovakien avgöra och vinna matchen med 3-1.
Ondruš deltog även när Tjeckoslovakien vann brons i EM 1980.

## Meriter
Slovan Bratislava
- Tjeckoslovakiska ligan: 1974, 1975
- Tjeckoslovakiska cupen: 1974

Tjeckoslovakien
- Europamästerskapet
  - Guld: 1976
  - Brons: 1980